# Sylosont
Sylosont (gr. Συλοσών VI w. p.n.e.) tyran Samos, brat Polikratesa. Wspomniany w trzeciej księdze Dziejów Herodota.
Sylosont wraz z Polikratesem obalił na Samos rządy oligarchów, brat wygnał go jednak z wyspy i samodzielnie objął tyranię. Jako wygnaniec Sylosont spotyka w Egipcie Dariusza, przyszłego władcę Persów. Ten, zachwycony jego purpurowym płaszczem, pragnie go kupić od tułacza, jednak Sylosont – jak pisze Herodot – natchniony przez bogów darował mu płaszcz za darmo.
Gdy wiele lat później Sylosont dowiedział się, że człowiek, któremu niegdyś wyświadczył przysługę, został władcą Persji, wyruszył niezwłocznie na spotkanie Dariusza. Ten, przypomniawszy sobie uprzejmość, jakiej doznał od obcego, wysyła zaufanego przyjaciela Otanesa by na czele wojsk perskich przywrócił panowanie Sylosonta na Samos. Misja kończy się sukcesem, z winy Majandriosa i jego szalonego brata Samijczycy ponoszą jednak dotkliwe straty i będą od tego czasu trwale uzależnieni od panowania perskiego.